# ボルケン (ヘッセン)
ボルケン (ヘッセン) (ドイツ語: Borken (Hessen)) は、ドイツ連邦共和国ヘッセン州北部のシュヴァルム＝エーダー郡に属す人口約 13,000 人の小都市である。
この街は20世紀にはヘッセンにおける褐炭採掘及び消費の中心地であった。他の褐炭鉱山とは異なり、坑内掘りも行っていたこの褐炭鉱山は、1988年6月1日に起こったシュトルツェンバッハの炭鉱事故を原因として閉山された。
ボルケンの褐炭鉱山の遺構は再開発されてボルケン湖水地方として観光に利用されている。再整備された最大の露天掘り跡は観光利用が制限され、ボルケン湖水自然保護地域に指定された。
観光資源の一つがヘッセン褐炭採掘博物館で、ここにはこの街の炭坑の歴史が展示されている。2003年以降「石炭とエネルギー」に関する屋外展示スペースがオープンした。この博物館はボルケン湖水地方の自然保護情報センターとなってもいる。

## 地理

### 位置
ボルケンは、カッセル（約 50 km）とマールブルク（約 55 km）との間に位置する。最寄りの大きな街としては北のフリッツラー（約 15 km）、東のホムベルク (エフツェ)がある。ボルケンの南東にはクニュル山地、西にはケラーヴァルトが位置している。

### 地質学
市域は、ランツブルガー低地（ボルケナー盆地とトロッケナーフルター平地）とヘッセンガウ（グローセネングリザー平地）の一部である。市域を西から東にシュヴァルム川が流れ、その支流にあたる多くの小川（たとえばオルメス川、フンツバッハ川、レムバッハ川）がボルケナー盆地を流れている。
西ヘッセン低地の一部であるボルケナー盆地は、第三紀の堆積土壌からなっている。市の北東部には、礫、砂、粘土の土壌がある。市内の堆積土壌には豊富な褐炭鉱脈がある。褐炭は露天掘りでも坑内掘りでも採掘される。

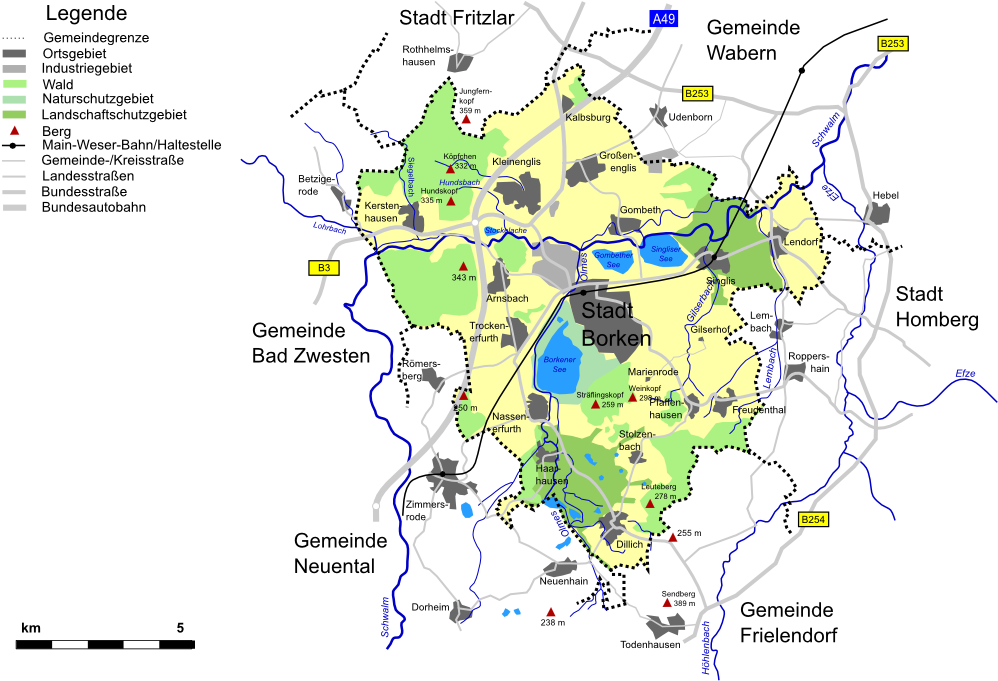
土地利用図

### 市域の広がりと利用状況
市域の総面積は 82.3 km2 (8230 ha) である。このうち 4805 ha が農業、1725 ha が林業に利用されている。305 ha が水域（ボルケナー湖 139 ha、ジグリーザー湖 74 ha、ゴムベーター湖 26 ha）、44 ha がレクリエーション用地（シュトックラッヒェ自然水浴場）である。この他、535 ha が交通用地、564 ha が建築用地とそのための空き地、147 ha が産業用地、105 ha が「特に用途のない土地」である。

### 隣接する市町村
ボルケンは、北はフリッツラー、北東はヴァーベルン、東はホムベルク、南はフリーレンドルフ、南西はノイエンタール、西はバート・ツヴェステン（いずれもシュヴァルム＝エーダー郡）と境を接している。

### 市区
ボルケン市には以下の 15 の市区がある（日付は合併年月日）。
| - ボルケン - グローセネングリス（1974年1月1日） - ゴムベート（1971年12月31日） - ジングリス（1971年12月31日） - レンドルフ（1971年12月31日） - フロイデンタール（1971年12月31日） - プファッフェンハウゼン（1971年12月31日） - シュトルツェンバッハ（1971年12月31日） | - ディリッヒ（1971年12月31日） - ハールハウゼン（1971年12月31日） - ナッセナーフルト（1974年1月1日） - トロッケーフルト（1974年1月1日） - アルンスバッハ（1974年1月1日） - クライネングリス（1974年1月1日） - ケルステンハウゼン（1974年1月1日） |

これらの市区は合併まで独立した市町村であった。15市町村のうち13町村が名誉職の首長による行政であった。
より広域のために専門的でより良い行政を可能にし、均一な運用を実現するために、ヘッセンの行政・地域改革がなされた。最初は自由意思による市町村合併であった。この合併は州から資金面での「特典」によって奨励された。ディリッヒ、フロイデンタール、ハールハウゼン、ゴムベート、レンドルフ、プファッフェンハウゼン（マリエンローデおよびギルザーホーフ集落を含む）、ジングリス、シュトルツェンバッハがこの特典を利用して、1971年12月31日にボルケン市と合併した。ケルステンハウゼンとクライネングリスは合併して新生クライネングリスとなった。ヘッセン内務省は1972年11月20日の最終的なモデルプランで、離れている町村もボルケン市に編入することを定めた。アルンスバッハ、グローセネングリス、ケルステンハウゼンを含むクライネングリス、ナッセナーフルト、トロッケナーフルトとの合併が1974年1月1日に実施された。

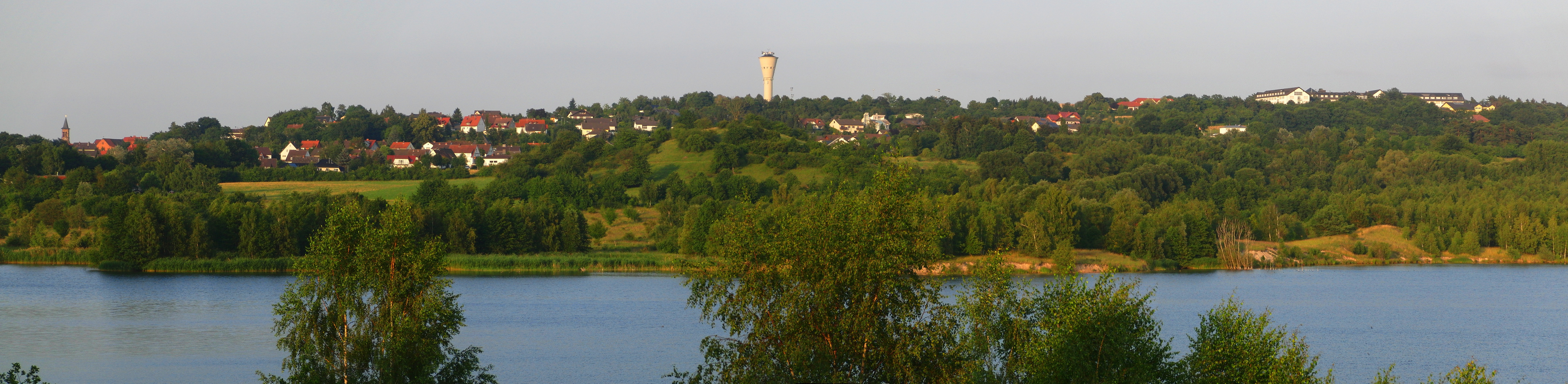
ボルケナー湖畔から見たボルケンのパノラマ

## 歴史

### 古代
出土品から、ボルケンには青銅器時代初期（紀元前 1300 年から紀元前 800 年頃）に定住地があったことが分かっている。その後も定住がなされていたことが出土品から知られている。民族移動はボルケンの住民にはわずかな影響しか及ぼさなかったようだ。この時代から8世紀まで何らの文献史料も遺されていない。

### 中世
ボルケンは、カール大帝からハースフェルト修道院長への 775年1月5日付けの寄進状 (Weirich Urkundenbuch Hersfeld Nr. 38) に初めて記録されている。ボルケンは、フランク王国のガウの伯 pago Hassorum（ヘッセンガウ）に属していた。
城塞は、裁判権所有者のフォン・フルクン家とともに、1108年に初めて記録された。この城塞はブルーメンハインの麓にあった。1266年に、ハイナ修道院への財産売却に関連して「castrum」と記載されている。
ボルケンは1253年に villa Borchem と記録されている。ハイナ修道院の1253年8月26日の文書ではボルケンの裁判の日付を記している。
ボルケン家の断絶後、1285年に城と裁判権は、遺産としてレーヴェンシュタイン家のものとなった。ヴェルナー・フォン・レーヴェンシュタイン＝ヴェスターブルクは城とこれに付随する権利を1297年にヘッセン方伯ハインリヒ1世にレーエンとして委託した。5年後の1302年にはすでに、方伯は城の残り半分をレーヴェンシュタイン＝シュヴァインスベルク家から獲得した。
1303年8月27日の文書 ("in oppido Burckenn") や1314年1月18日の文書 ("in terminis oppidi Burcken) には、ボルケン "oppidum" あるいは "civitas" （「都市」を意味する）として記録されている。この事実は、この集落が防衛施設を有する定住地として、周辺の村から抜きんでた地位にあったことを示している。
1317年11月9日、ヘッセン方伯オットー1世とツィーゲンハイン伯ヨハン1世はボルケン市創設に関する契約を調印した。この調印によりヘッセン方伯オットーは、ボルケンの半分をツィーゲンハイン伯ヨハンに譲渡した。レーヴェンシュタイン家は1333年にツィーゲンハイン家の領するこの半分を獲得したが、早くも1358年には再びツィーゲンハイン伯に戻された。

### 近世
方伯の所領と裁判権を管理運営するために1372年にアムト・ボルケンが設けられた（「アムト」は地方行政区分）。これにはヘルホルツハウゼンとヘッケンハウゼンがボルケン市の構成要素として含まれた。
1450年のツィーゲンハイン伯家の断絶によりボルケン城の所領はヘッセン方伯領となった。方伯ルートヴィヒ1世の息子たちは方伯領を分割し、ボルケンは1467年にオーバーヘッセンを領するハインリヒ3世に譲渡された。ハインリヒ3世とその兄ルートヴィヒ2世は、この所領分割を巡って紛争を起こした。これがヘッセン兄弟戦争を引き起こした。1468年にボルケン市の防衛施設が増強されたにもかかわらず、ボルケンの街も城も1469年の戦闘によって破壊された。増強された防衛施設は、この年の1月7日のルートヴィヒ2世軍による街の占領を防ぐことができなかった。しかしルートヴィヒはこの街を保持することができなかった。わずか数時間後にハインリヒ3世はボルケンを奪回した。1月12日、ルートヴィヒ軍は再びボルケンに姿を現した。今度は街を落とすのに6日間かかった。この戦争によってボルケンの街と城は灰燼に帰した。ボルケン市民は街をすぐに再建したが、ボルケン城が再び造営されることはなかった。
1473年、方伯の所領の区裁判所と行政機関がボルケンに現存する最古の建物に入った。1570年までにこの機関が管轄する村落の数は34にまで増加した。北はカルプスブルク、東はジングリス、南はシュリーアバッハ、西はイェスベルク近郊のブリュッヒェンハインまでが含まれた。さらに18世紀半ばまでにこの数は38にまで増加した。

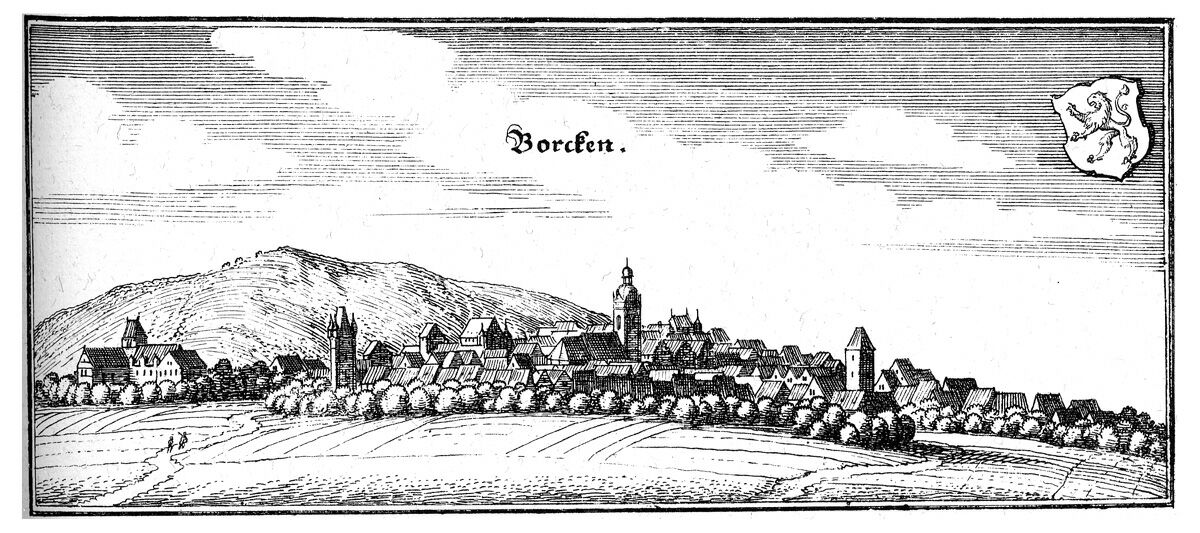
マテウス・メーリアンの銅版画に描かれた1646年頃のボルケン

三十年戦争では、ボルケンも巻き添えにされた。1631年にティリー伯軍、1635年にはクロアチア軍が2度にわたって、1636年にはポーランド軍がボルケンを略奪した。
1750年に市の行政機関はマルクト広場沿いの市庁舎に移された。

### 近代
ボルケン市の公文書は、1791年と1792年の火災によってその大部分が失われた。遺った史料は1982年に、市区を形成しているかつての町村の史料と共にヘッセン州立マールブルク文書館に移管された。
短命に終わったヴェストファーレン王国時代（1807年 - 1813年）には、ボルケンはカントン（小郡）の行政庁とハースフェルト地区の治安裁判所の所在地であった。このカントンは16の村落で構成されており、合わせて581戸に4,750人が住んでいた。ヴェストファーレン王国の終焉後、ヘッセン選帝侯国が再興された。これに伴いボルケンは再びヘッセン選帝侯国のアムト所在地となった。1821年にアムト・ボルケンは、アムト・ホムベルクおよびアムト・ラボルツハウゼンと合併し、ホムベルク郡が設けられた。アムト・ボルケンはボルケン司法管区として存続した。この司法管区はボルケン市と16の村落および2つの独立農場を管轄した。
1842年には、4,367 アッカー（古い面積の単位で、1 アッカー = 約 0.55 ha）の土地がボルケンに属した。この年の人口は、177戸 1,378人であった。この頃、5回の歳の市が開催された。
普墺戦争後のプロイセンによるヘッセン選帝侯国併合後に行われた行政改革の際も、郡や司法管区の変更はなされなかった。これによりヘッセン＝ナッサウ州のホムベルク郡が発足した。1932年に行われたプロイセンの小規模な行政改革によりホムベルク郡はフリッツラー郡と合併され、フリッツラー＝ホムベルク郡が形成された。1974年のヘッセン州の郡再編に伴って、フリッツラー＝ホムベルク郡、メルズンゲン郡、ツィーゲンハイン郡はシュヴァルム＝エーダー郡に統合された。

### 現代
1920年に行政機関はプフェルデトレンケ 1番の建物に移転した。さらに1938年からは、Preußische Elektrizitätsが購入したかつてのグーツハウス・コッホに移された。
1958年、判事や警備官の宿舎を有する新しい区裁判所庁舎が建設された。小裁判区の廃止により、この裁判所は1968年に閉鎖され、フリッツラーの区裁判所に統合された。これによりボルケンで500年以上の間保持されていた下級裁判権は、地域裁判所を残すだけとなった。

### 人口推移

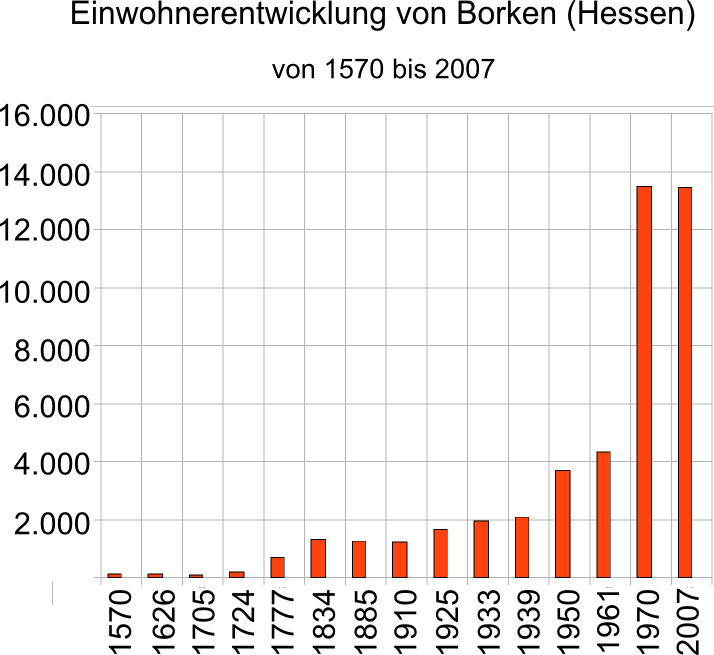
ボルケンの人口グラフ

ボルケンの人口に関する確実な史料は1540年以降のものが存在する。本項のデータは主にヘッセン歴史情報システム (LAGIS) によった。これ以外の原典についてはその都度書き記す。1724年については、「公式な」数値（208人）と実際の数（347人）とが異なっていることが明らかに指摘されている。18世紀の中頃までの人口は戸数または成人男性の数であり、個人（男性、女性、子供）の数ではない。また、下男や女中も数に含まれていない。
1570年から1777年までボルケンの人口はほぼ一定で、約 40 戸であった。この間には、人口増加を妨げるできごとが3つあった。三十年戦争（1618年 - 1648年）と1625年から1626年および1635年から1636年のペストの流行であった。ペストの影響は、未亡人が 40 人という高い記録に表れている。
1777年の 699 人という数は、全人口を含む初めての記録である。1834年には 1,329 人と、この間に人口は顕著に増加している。この人口は、1,226 人を記録している1910年までほぼ保持された。人口は再び定常期に入った。人口が一定なのは、大きな産業・工業がなかったことに起因している。実際、19世紀末まで住民の 80 % が農林業に従事していたのである。
その後1925年までに 1,666人と増加し、さらに1933年には 1,946 人となっていた。
1933年から1939年までの間には、移住や 200 人を超えるユダヤ人の追放があったにもかかわらず、人口が増加している。これは第三帝国の閉鎖経済下でボルケン褐炭炭田での採掘が始まったためである。1939年には人口は 2,101 人となっていた。
第二次世界大戦後には旧ドイツ東部領土から追放された人々が多く流入したため、1950年の人口は 3,706 人まで増加した。
その後は急速な人口増加が見られる。1955年から1965年までの間は、ドイツで最も出生率が高かった時代である。さらに炭坑や PREAG 発電所で働くゲスト労働者や、その家族の流入が人口増加をもたらした。またバウナタールのフォルクスワーゲン・カッセル工場の建設もボルケンの人口増加に寄与した。こうして、この街の人口は1961年には 4,334人、市町村合併前の最後の年である1970年には 5,130人となった。
その後市町村合併により人口は著しく増大した。人口増加は、合併以降は2007年まで起こっていない。中核市区においてのみ、わずかな増加 (約 2.8 %）が見られた。周辺市区は、この時期に最大 44 % の人口減少が起こった（たとえば、ゴムベートでは 250人以上（約 25 %）、ハールハウゼンでは約 44 % 減少した）。

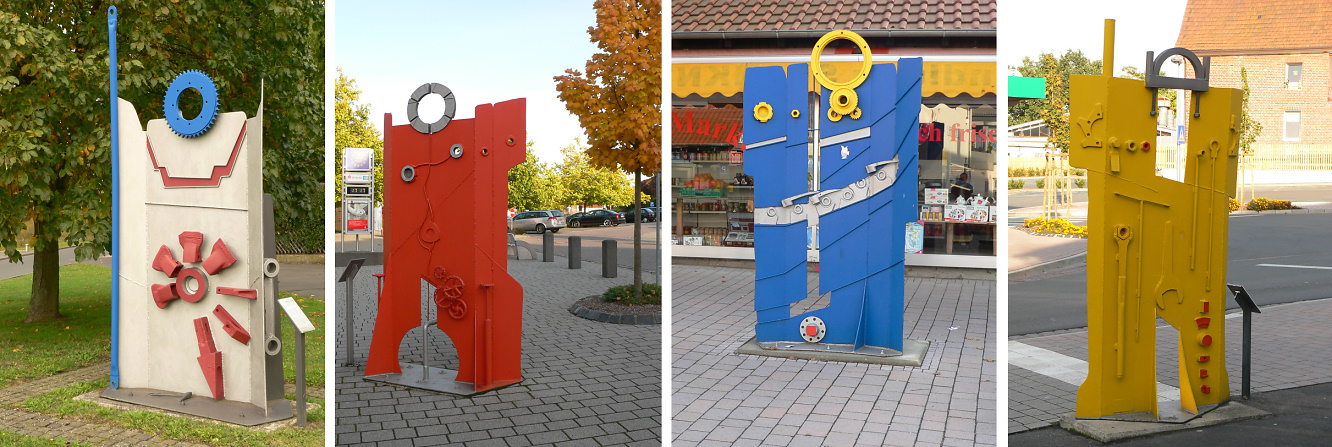
市内に点在する褐炭採掘と発電に関する記念碑

### ボルケナー褐炭坑
ボルケナーでは19世紀末から1990年代までヘッセンで最も重要な褐炭採掘が行われ、Preußische Elektrizitäts AG が建設・運営するマイン＝ヴェーザー大発電所（通称: ボルケン発電所）で電力を生産していた。最盛期には13の露天掘り坑と6つの坑内掘り坑があった。露天掘り坑は深さ 150 m、坑内掘り坑は 170 m に達した。
しかし安価に採掘できる箇所の埋蔵量が底をついたこと、1988年6月1日に発生したシュトルツェンバッハの炭鉱事故、1991年3月15日にボルケン発電所が運転を停止したことにより、炭坑の歴史は幕を閉じた。この経済上、景観上、心情的影響は長く残った。これ以後旧褐炭坑の再活用が議論されていた。
21世紀になって、ボルケン湖水地方とヘッセン褐炭採掘博物館を、褐炭採掘と発電所の遺産でランドマークとなる体験型レジャー・博物館施設と位置づけている。

## 宗教

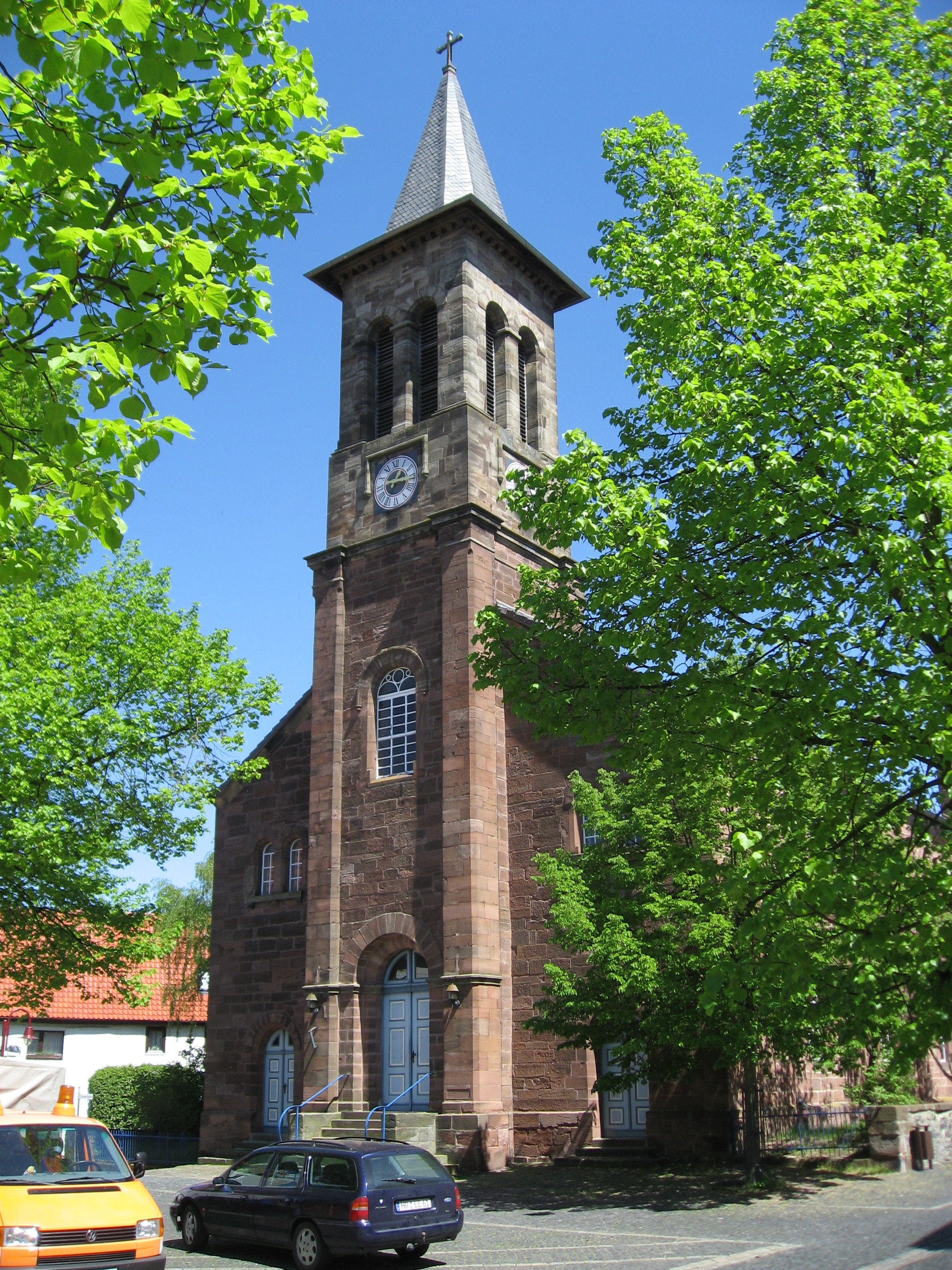
ボルケンの市教会

### キリスト教
ボルケンでは、キリスト教は 8 世紀から信仰されている。聖ボニファティウスの追随者が木造教会を建設し、聖母マリアに献堂した。文献に記録されている最初の司祭は、1231年のボルケン教区付き司祭ハインリヒ修士である。この文書は、ハイナ修道院への十分の一税の譲渡と寄進について記したものである。この頃までには、12世紀建造の堅牢な教会があったはずである。この教会は1469年にヘッセン兄弟戦争で破壊されたが、ボルケンの住民によって再建された。1841年にこの教会は取り壊され、新しい建物に建て替えられた。ただし現在はプロテスタントの市教会となっている。ボルケンのキリスト教会は、ホムベルク教会会議の3年前にあたる1523年に、領邦の宗教改革の決定に従ってプロテスタント化がなされていた。
それから1861年に再びカトリックがボルケンに根付くまで 300 年以上が経過した。

### ユダヤ教
14世紀や15世紀にはすでに散発的ではあるがユダヤ教信者がボルケンに住んでいた。文献上の最初の記録は 1596年である。1777年には 7 家族 28 人が住んでおり、固有のラビがいた。ユダヤ人社会は、1854年には 25 家族 120 人となっていた。その職業は、靴屋、製本業者、肉屋、貿易商であった。1861年には 164 人、1895年には 204 人がこの組織に属した。
ユダヤ人たちは1777年から学校を有しており、1823年にはボルケンのコミュニティが経営母体となっていた。その学校は、現在のバーンホーフ通り84番とヒンターガッセ1番の借家に設けられた。ユダヤ人学校は、1845年には基礎課程学校として認められた。1895年から1896年に新しい校舎がプフェルデトレンケ12番に建設された。1934年、国家社会主義者らがこのユダヤ人学校を閉鎖した。
1825年からは改築された納屋がシナゴーグとして利用されていた。この建物の建造年は不明である。この3階建ての木組み建築には66席の男性席、34席の女性席が設けられた。
このシナゴーグは、1938年11月8日の夕方のユダヤ人排斥運動で、NSDAPの党員によって破壊された。ユダヤ人会はその後圧力を受け、旧シナゴーグとユダヤ人学校をボルケン市に売却した。戦時中は倉庫として利用されていたシナゴーグは終戦後に民間に売却され、1954年に家畜舎を造るために取り壊された。
ボルケンの街の中心部近くのヤーン通りとタイヒガルテンヴェクの角にユダヤ人墓地がある。
1933年1月1日の時点でボルケンに会社または財産を有していた 44家族のユダヤ人のうち、第二次世界大戦終戦後に行方が判っているのは 6人だけであった。若い住民（住所不明）は強制収容所で殺害された。これはゲシュタポの勤務記録から判明した。
1937年9月30日の時点ではボルケンにまだ 60 人のユダヤ教信者が住んでいた。しかし、1942年8月25日にはユダヤ教信者は、わずか 3 人になっていた。彼らは1942年9月7日にカッセルへ連行され、北ヘッセンの各地から連行された他のユダヤ人らと主に特別列車でテレージエンシュタット強制収容所へ送られた。ナチスによるユダヤ人犠牲者のリストはドイツ連邦公文書館で閲覧できる。
ボルケン市内にはユダヤ教信者にちなんだ地名が2つある: 南東部にあるユーデンヘッケとユーデンガルテンがそれである。

## 行政

### 議会
ボルケン市議会は、37議席からなる。この議席数は、ヘッセン統計局が公布する「2011年3月27日の地方選挙のための基準人口（2009年9月30日現在）」に基づいて決められている。

### 首長
第二次世界大戦後、ボルケンでは4人が市長を務めた。
- 1945年4月26日 - 1961年6月2日 ハインリヒ・アルブレヒト
- 1961年6月3日 - 1971年3月7日 コンラート・フォーゲル (SPD)
- 1971年7月12日 - 1987年9月30日 ハインツ・クニースト (SPD)
- 1987年10月1日 - 2015年12月31日 ベルント・ヘスラー (SPD)
- 2016年1月1日以降　マルセル・プリッチュ＝レーム (FWG)

### 紋章
1254年以降、印章や紋章はボルケン家と直接関連づけられていた。最初の印章は、ヴォルペルト・フォン・ボルケンの紋章に由来するもので、その周りを「+SIGILE VOLPTI DE BURKEN+」という文言が取り囲むものであった。1431年になって初めて「白地に赤色の」ヘッセンの獅子をデザインした市章が現れる。白地は、しばしば銀地に置き換えられ、装飾された。銀地は酸化によって青みを帯びる。このため、1605年に刊行されたジープマッヒャーの紋章本では、ボルケンの紋章について、青地にヘッセンの獅子で表現されている。紋章は1681年頃変化した。赤 1色であった獅子が、青地に赤と白のストライプに変更された。ボルケン市はこの紋章を1950年頃まで使用していた。1950年代半ばにこの紋章は、ヘッセン州の要請を受けて変更された。下の図に示した通り、両者の紋章は多くの点で極めて似ていたためである。これを承けて、白地に、6つの突起を持つ白い星形を肩に付けた赤い獅子に変更された。白い星はツィーゲンハイン家の紋章から採られたもので、ブラウンシュヴァイクの市章と区別するためにつけられた。
| 紋章                                                                | 紋章                                      | 紋章                     | 紋章                                  | 紋章                          |
| ------------------------------------------------------------------- | ----------------------------------------- | ------------------------ | ------------------------------------- | ----------------------------- |
| Wappen der Stadt Borken (Hessen) in Siebmachers Wappenbuch von 1605 | Wappen der Stadt Borken (Hessen) bis 1950 | Wappen des Landes Hessen | Wappen der Stadt Borken (Hessen)      | Wappen der Stadt Braunschweig |
| 1605年の ジープマッヒャーの紋章本に 掲載されたボルケン市の紋章      | 1950年代以前の ボルケン市の紋章           | ヘッセン州の紋章         | 1950年代に改訂された ボルケン市の紋章 | ブラウンシュヴァイク市の紋章  |

### 姉妹都市
1960年代からボルケンとその市区となった旧町村はヨーロッパ諸国の街と姉妹都市協定を結んでいる。
- メリュ（フランス、オワーズ県）1964年
- サン・シャルル（フランス、ムルト＝エ＝モゼル県オクール＝ムレーヌ内の地区）1966年（当時は独立した町村であったクライネングリスと協定締結）
- ノアイユ（フランス、オワーズ県）1969年（当時は独立した町村であったグローセネングリスと協定締結）
- ヒュットシュラーク（オーストリア、ザルツブルク州）1989年
- トイヒェルン（ドイツ、ザクセン＝アンハルト州）1991年
- イザベリン（ポーランド、マゾフシェ県）2001年

ボルケン市は、1964年からフランスの街メリュ（ピカルディ地域圏に属すオワーズ県に位置するカントン・メリュ（メリュ小郡）の首邑）と姉妹都市協定を締結している。この姉妹協定により両自治体はドイツ＝フランス文化財団から姉妹都市の模範例として賞を受けた。1999年に両自治体は欧州議会からヨーロッパ賞を受賞した。さらにボルケン市は、ヨーロッパ姉妹都市・国際共同研究所からヨーロッパメダルを授与された。
1966年、当時独立した町村であったクライネングリスはカントン・エルスランジュの町オクール＝ムレーヌのサン・シャルル集落（ロレーヌ地域圏ムルト＝エ＝モゼル県）と独仏姉妹自治体協定を結んだ。
1969年には、やはり当時独立した町村であったグローセネングリスがフランスの街ノアイユ（ピカルディ地域圏に属すオワーズ県に位置するカントン・ノアイユの首邑）と姉妹自治体協定を結んだ。
1989年にボルケン市はオーストリアの街ヒュットシュラーク（ザルツブルク州ザンクト・ヨーハン・イム・ポンガウ郡）と独墺姉妹都市協定を締結した。
東西ドイツ統一に伴い、市議会は旧東ドイツの街との姉妹都市協定締結を結滞した。1991年2月10日、ザクセン＝アンハルト州ブルゲンラント郡の都市トイヒェルンとの姉妹都市協定が結ばれた。
ボルケン市の最も新しい姉妹都市協定は2001年にポーランドのワルシャワ近郊に位置するイザベリンとの姉妹協定である。メリュは、2010年からこの姉妹都市協定に参加し、現在は三者協定となっている。

### 協力関係
- ケーセグSOS子供の村（ハンガリー）[55] 2001年から
- フリッツラーの第36攻撃ヘリコプター連隊「クールヘッセン」の司令部中隊 2008年から

## 文化と見所

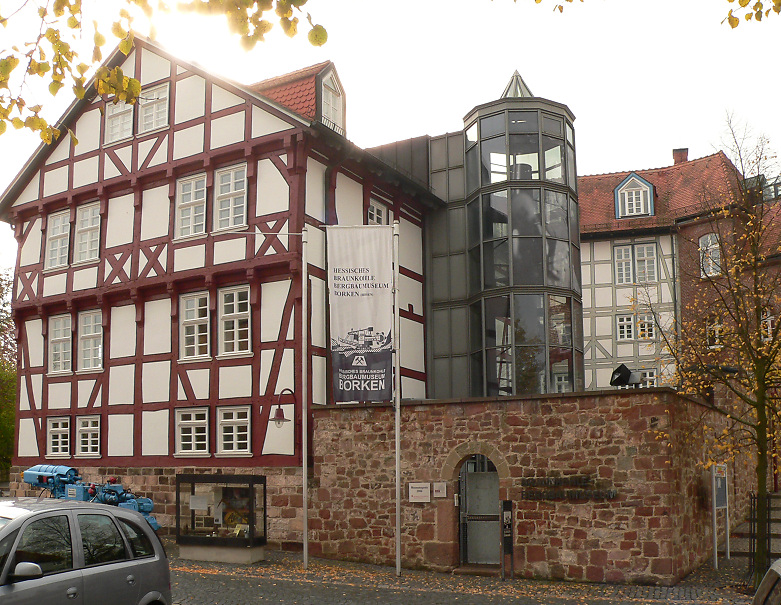
ヘッセン褐炭採掘博物館ボルケン

### 博物館
1992年に設立されたヘッセン褐炭採掘博物館は「工業文化の発見 ― 地域の変遷を知る」という主題の下、炭坑やエネルギー生産に関する数多くの品が収蔵されており、見学者に展示されている。ここでは、褐炭原石の地下や地上での採掘の様子や、その利用、炭坑跡地の様子を中心に展示している。
見学者は以下の4つのエリアを見学できる。
- 広さ 3.5 ha の体験型テーマパーク「Kohle & Energie（石炭とエネルギー）」では、音を立てて動くパワーショベルやタービン、煙を上げる発電ボイラーなどが展示され、露天掘りの石炭採掘やそのエネルギー利用を具体的に体験し知ることができる。
- 復元された坑道は、炭坑夫の地下での作業や生活、オリジナルの機械による採掘方法の変遷を知ることができる。
- 常設展示は、ヘッセンにおける褐炭採掘の 400 年の歴史を展示している。
- ボルケナー湖自然保護情報センターは、かつての露天掘り跡から新しい景観や湖が生まれた様子を説明している。

採掘の歴史展示は、旧市街にある1473年に建設されたボルケン市で最も古い建物アム・アムツゲリヒト内にある。テーマパーク Kohle & Energie とこれに隣接するボルケナー湖自然保護情報センターは、市の入口にあたるアム・フライリヒトムゼウムにある。

### 建造物

#### 旧市庁舎
旧市庁舎は 1611年に木組み建築として建設された。1777年にこの建物はボルケン市が獲得し、1920年まで市庁舎として用いていた。さらに、市立貯蓄銀行が創立された1859年からこの建物で営業していた。1920年に民間に売却された後は、肉屋、レストラン、住居として利用された。ボルケン市はこの建物を1993年に買い戻し、2009年に再オープンした。

#### プロテスタントの市教会
現在の市教会の場所には、12世紀の初めからすでに教会が建っていた。最初の教会はヘッセン兄弟戦争で一部が破壊され、1469年に改築された。三十年戦争でも教会は破壊され、修復が必要であった。1676年からはプロテスタント市教会にオルガンが設置された。このオルガンは早くも1699年には修復された。しかし、1760年にヴォールトの損壊を引き起こし、1767年にもオルガンに大きな故障が起こった。教会塔は1684年から1686年に新設され、1788年に修復された。1812年に教会塔は死亡事故に責任があるとされた。塔の前に16歳の少年を悼む石が置かれた。
頻繁な修復と死亡事故から、教会組織は新たな建物の建設構想を提案した。だが、教会が取り壊されたのは1841年であった。3つの鐘、木造の講壇、祭壇の石、時計、オルガンは予め取り外され、一時的に保管された。1843年7月15日に新しい建物である現在の市教会が載っている礎石が置かれた。建造費は 10,371 ターラーであった。1844年に鐘が新しい教会塔に設置された。教会が聖別され、本来の用途に供されたのは、1845年11月23日であった。オルガンは1846年に再び設置された。
この教会内には、1100年に造られた洗礼盤がある。この洗礼盤は、古い教会を解体した際、1842年に 7 ターラーで売却され、最初は泉の水盤として、最後には飼い葉桶として利用された。1945年に再びプロテスタント教会の所有となり、1973年に修復され、1973年11月4日に教会に設置された。
屋根の小屋組み修繕に伴って、2010年に破風の十字架が取り外され、金箔を押された後、2010年10月30日に荘厳な儀式の中、元の位置に設置された。

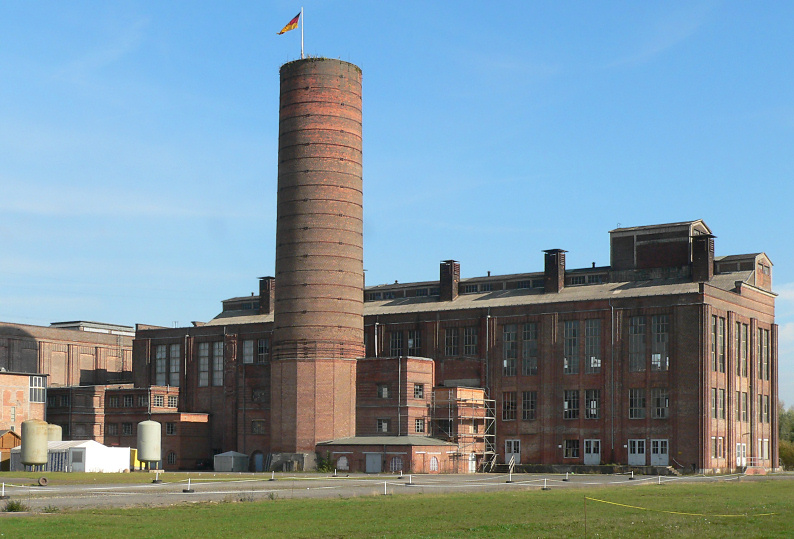
旧マイン＝ヴェーザー大発電所

#### マイン＝ヴェーザー大発電所
マイン＝ヴェーザー大発電所は、工業建築家ヴェルナー・イッセルとヴァルター・クリンゲンベルクの設計に基づき、1922年から1923年にGewerkschaft Großkraftwerk Main-Weser AG が建設した。1927年に Gewerkschaft Großkraftwerk Main-Weser AG は、Preußische Kraftwerk Oberweser AG および Großkraftwerk Hannover AG と合併し、Preußischen Elektrizitäts AG となり、この会社が1991年3月15日の停止までこの発電所を運営した。
1922/23年の建造以来、この発電所は絶えず拡張を続け、発電量は1923年の10 MW から 1964年には 356 MW まで増強された。この発電量は、1980年代の初めまで保持された。その後発電量は削減され、1991年には 60 MW にまで減少した。この背景には、ボルケナー褐炭炭田における産出量の減少がある。
増築部分は発電所の停止後に解体され、解体で出た資材は、ゴムベート坑の埋め立てに転用された。1920年代に建てられた発電所の建物は保護文化財に指定されている。
個人投資家が現存する建物を買い取り、ここで定期的に蚤の市を開催している。

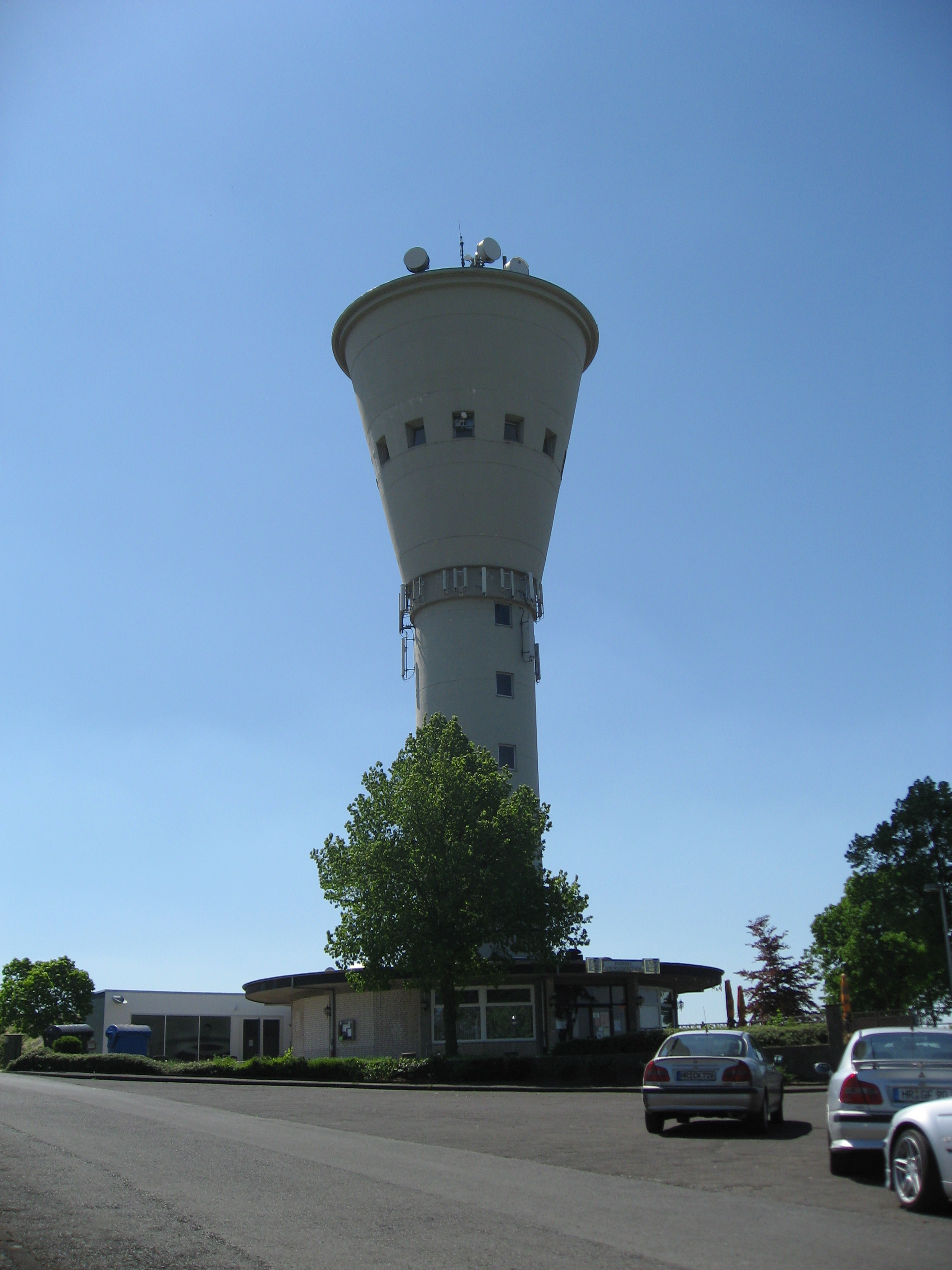
ボルケンの水道塔

#### 水道塔
ボルケンの街の景観は目立つ象徴的建造物、水道塔によって印象づけられる。水道塔はブルーメンハインのスポーツスタジアムの隣に建っている。塔が建つ場所の土地は海抜 264 m、塔の先端は 309.5 m である。従って塔の高さは 45.50 m（基礎部分を含めると 50.95 m）である。
建設されたのは1969年8月から1971年5月であった。塔体を固定するために2700 m3 の玄武岩が切り出された。塔には1223 m3 のコンクリートと126 t の鉄骨が使われている。建造費は約 120万マルクであった。表面は2色の保護塗装がなされた打ちっ放しコンクリートである。塔の軸部分は、直径 6 m、高さ 32.25 m の8階建てである。塔の外側には階段が設けられている。階段の上には高さ 4.10 m、長さ 25 m の眺望回廊がある。ここからは市内や近隣市町村の良い眺望が開けている。眺望回廊の上が水槽部分で、330 m3 の水を蓄えられる（防火用水 85m3、工業用水 245 m3）。

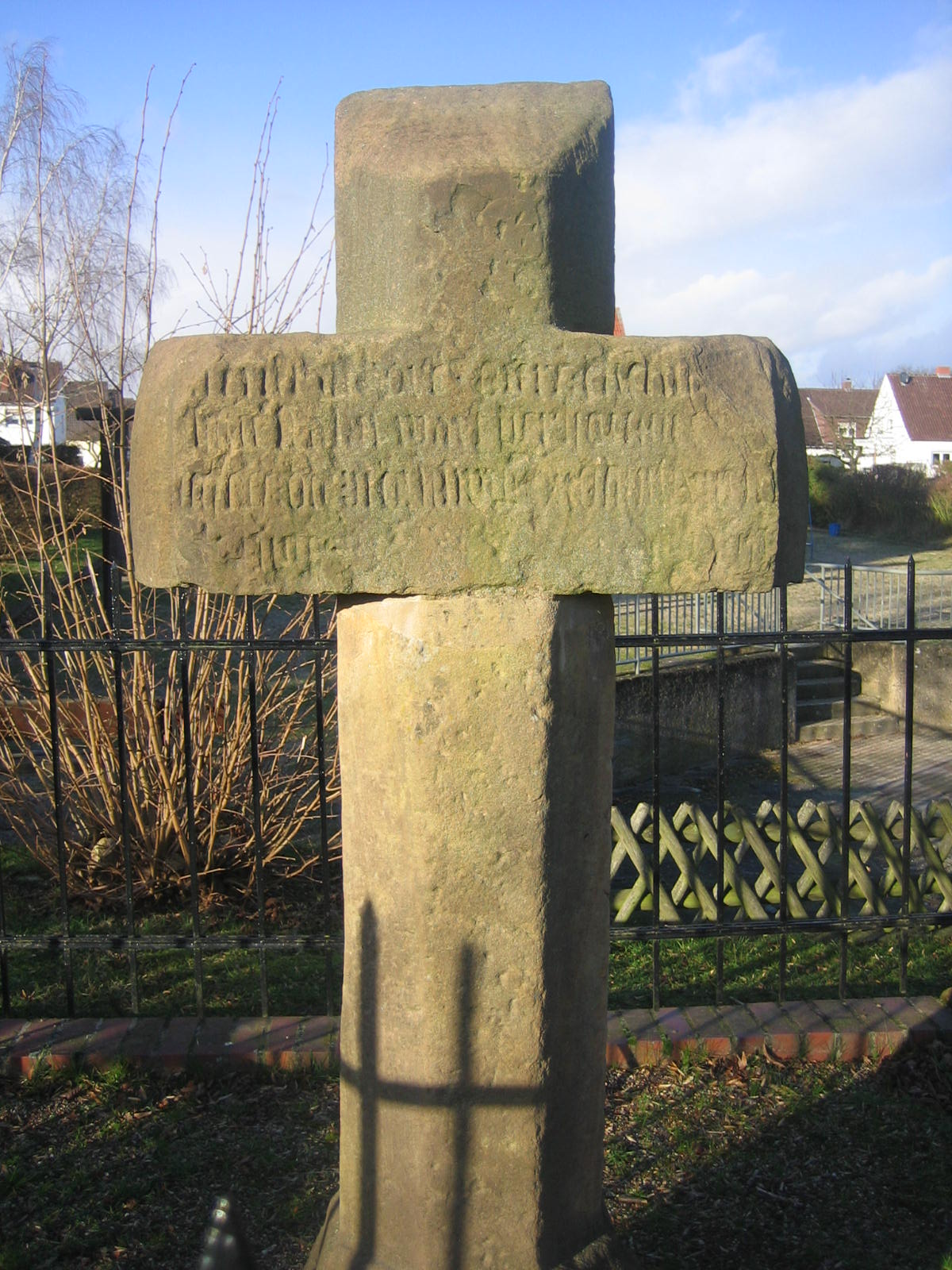
クライネングリスのカイザークロイツ

### 記念碑
ボルケンのクライネングリス地区にある「カイザークロイツ」は、15世紀の神聖ローマ帝国にとって歴史的に重要な事件が起こったことの証拠である。この無名の彫刻が作製したゴシック様式の十字架の記念碑は、1400年6月5日のハインリヒ・フォン・ヴァルデック、フリードリヒ・フォン・ヘルティングスハウゼン、ヴェルナー・フォン・ハンシュタイン、コンラート・フォン・ファルケンベルクによるフリードリヒ・フォン・ブラウンシュヴァイク＝リューネブルク襲撃を記念したものである。
ヴィルヘルム・ディリッヒは1605年の著書「Hessischen Chronica」の中でこの十字架について記述している。
これはフランクフルト諸侯会議での皇帝推挙に関する対立によるとされるが、一説にはハインリヒ・フォン・ヴァルデックはブラウンシュヴァイク＝リューネブルク公に 10万マルクの借金があり、公を捕らえようとしたのだという説もある。

### ボルケン湖水地方
褐炭採掘跡地の、シュトッケラヒェ、ジングリーザー湖、ゴムベーター湖、ボルケナー湖自然保護区は、観光に利用されている。水浴、水泳、潜水、ビーチバレー、サーフィン、アクア・ゴルフや、保養、ワンデリング、自然観察などが楽しめる。

### 年中行事
ボルケンには数多くの年中行事がある。その主な開催場所はビュルガーハウス（公民館）である。

#### ビュルガーハウス
ビュルガーハウスでは数多くの催しが行われる。1年の最初の日曜日には「ボルケンのニューイヤーコンサート」が開催される。1月の最終金曜日は「ニューイヤーパーティー」のために予約されている。復活祭の3週前の日曜日にはイースターマーケットが毎年開かれる。11月最初の日曜日はボルケンの工芸品マーケットである。ビュルガーハウスの1年最後のイベントは第3アドヴェントの金曜日から日曜日まで開催されるクリスマスマーケットである。

#### テーマパーク Kohle & Energie
ヘッセン褐炭採掘博物館のテーマパーク Kohle & Energie のシーズン開幕祭は復活祭前最後の日曜日に開催される。シーズンの閉幕は10月の最終金曜日で、やはり式典が行われる。

#### ボルケンの市祭
ボルケンの市祭は、6月の第4週末に市内中心部で開催される。これは家族祭であり、乗り物のアトラクションや、音楽ライブ、子供のための演劇やバラエティ、見世物小屋などがあり、日曜日でも店が開いている。

#### ボルケンの郷土祭
ボルケンの郷土祭は、9月の第2週末に市内中心部と、水道塔とブルーメンハイン・スタジアムとの間にある祝祭広場で開催され、旧独立町村の市区とボルケン中核市区との連帯を図っている。1975年に開催されたボルケン市の1200年祭が元となっている。

#### シュヴァルム＝エーダー・ソーセージマーケット
9月の最終日曜日に開催されるシュヴァルム＝エーダー・ソーセージマーケットは、肉屋やソーセージ製造業者からの直接販売のマーケットである。アーレ・ヴルストは郷土料理として特別な地位を占めている。さらに、ワイン、発泡酒、香辛料などの出店も充実している。

## 経済と社会資本
ボルケンは主に中小企業からなっている。主な産業分野は、農業、小売業、サービス業、リサイクル業、銀行である。地元の銀行は、ボルケン市立貯蓄銀行（1859年3月15日 創業）とボルケン・ライフアイゼン銀行 eG（農業信用金庫、1895年12月7日 創業）である。これに加えてボルケンには大きな流通業者があり、自動車下請け業者の流通を請け負っている。この他に E.ON Mitte の配電施設がある。また、製靴業者 Rohde Schuhe GmbH の販売店が 2箇所ある。

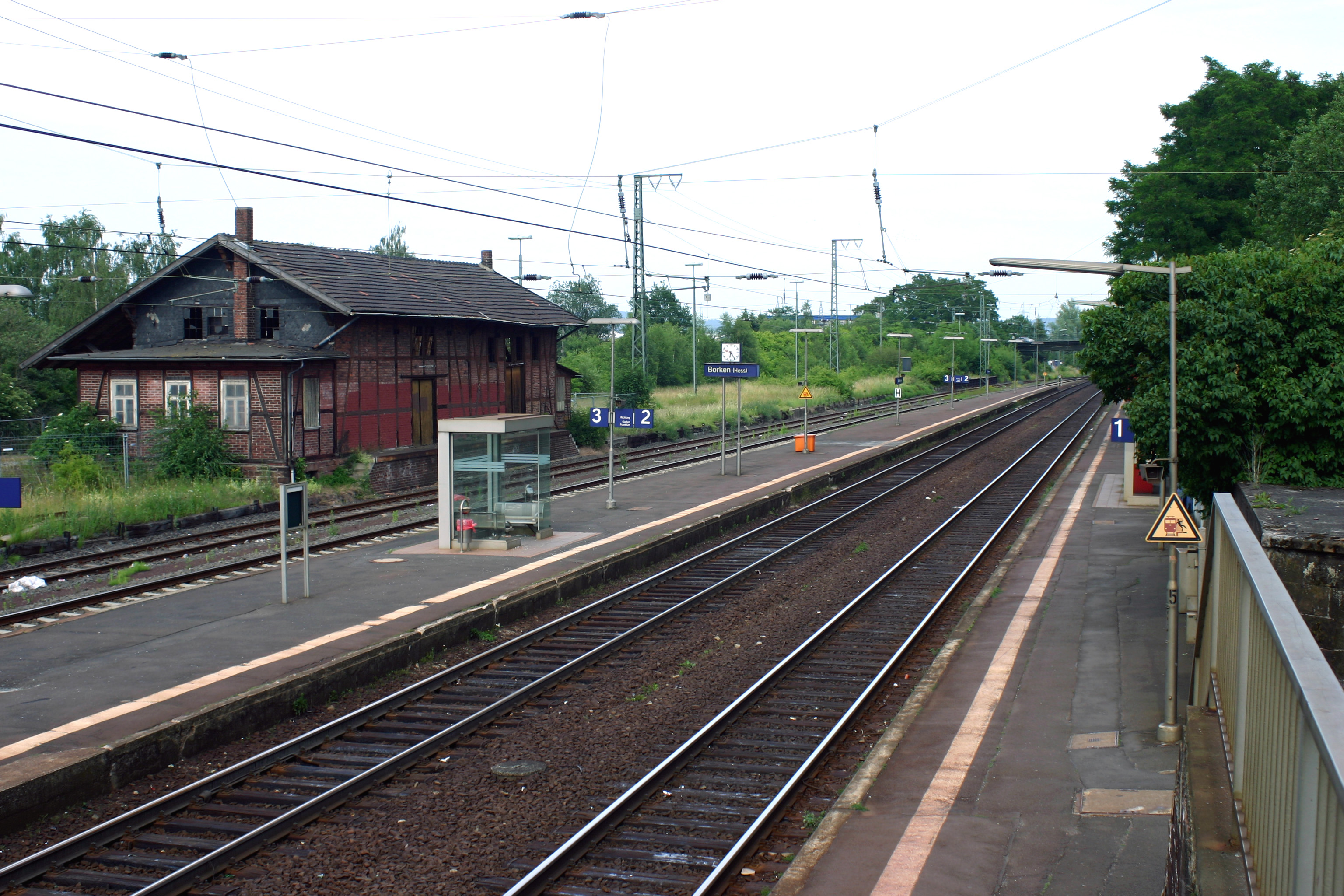
ボルケン駅

### 交通
ボルケンの道路網は、大部分が州道（3148号線、3150号線、3223号線、3384号線）と郡道からなっている。広域自動車網へは連邦道 B3号線および連邦アウトバーン A49号線を経由する。連邦道 B3号線は、アウトバーン A49号線のボルケン・インターチェンジからケルステンハウゼンを通り、南西のマールブルク方面へつながっている。ボルケン・インターチェンジからグーデンスベルク方面へ続く道路も、この地域では習慣的に B3号線と呼ばれている。
ボルケンの公共交通機関は、北ヘッセン交通連盟 (NVV) によって運営されている。ボルケンとジングリス地区にはマイン＝ヴェーザー鉄道の駅がある。これ以外の市区および隣接する市町村へはバス路線でつながっている。

### 教育
ボルケンには、基礎課程学校が 2校と特別支援課程を含む共同型総合学校が 1校ある。かつての養護学校タイヒガルテンシューレは、2005/06年の学年からグスタフ・ハイネマン・シューレの特別支援課程タイヒガルテンヴェク分校となった。
ミッテルプンクトシューレ・シュヴァルムブリック・クライネングリスはクライネングリス、アルンスバッハ、グローセネングリス、ケルステンハウゼン市区の基礎課程学校である。ボルケン、フロイデンタール、ゴムベート、レンドルフ、ナッセナーフルト、プファッフェンハウゼン、ジングリス、シュトルツェンバッハ、トロッケナーフルトのための基礎課程学校は、ボルケンのシューレ・アム・トーアである。この 2校はシュヴァルム＝エーダー郡北部学校連盟に加盟している。この学校連盟にはバート・ツヴェステンのアルテンブルクシューレ、ノイエンタール＝ツィンマースローデのノイエンタール＝ツィンマースローデ基礎課程学校が属している。
グスタフ・ハイネマン・シューレ・ボルケンは共同型総合学校である。この学校には、5クラス、845人の生徒、50人の教師がいる。この学校の経営者はシュヴァルム＝エーダー郡である。
ボルケンの学生たちには、ホムベルクの州立ギムナジウム（テオドール・ホイス・シューレ）やフリッツラーの州立ギムナジウム（ケーニヒ・ハインリヒ・シューレ）がある。バート・ツヴェステン＝オーバーウルフには、実科学校とギムナジウムを含む私立の CJD Jugenddorf-Christophorusschule Oberurff があり、フリッツラーにはウルスラ会付属学校フリッツラーがある。

## 引用
1. ↑  Hessisches Statistisches Landesamt: Bevölkerung in Hessen am 31.12.2023 (Landkreise, kreisfreie Städte und Gemeinden, Einwohnerzahlen auf Grundlage des Zensus 2011)]
2. ↑  Bundesamt für Bauwesen und Raumordnung (Hrsg.): Downloads. Karten, Referenzen. In: BBSR Vergleichende Stadtbeobachtung（2012年1月6日閲覧）
3. ↑  Bundesamt für Naturschutz (Hrsg.): Westhessische Senke. Geologische Struktur. （2012年1月6日閲覧）
4. ↑  Hessisches Statistische Landesamt (Hrsg.): Gemeinde Borken: Flächennutzung. Landwirtschaft: Regionaldaten. 2005 Archived 2013年2月11日, at Archive.is（2012年1月7日 閲覧）
5. 1 2 3  Magistrat der Stadt Borken (Hrsg.): 25 Jahre Grossgemeinde Borken (Hessen). Eine Dokumentation in Wort und Bild. 1. Auflage. Wartberg, Gudensberg 1996, pp. 4–7.
6. ↑  Magistrat der Stadt Borken (Hrsg.): Grenzen der Großgemeinde Borken endgültig festgelegt. In: Borkener Anzeiger. 2. Jahrgang, Nr. 43, Dierichs + Co., Kassel 25. Oktober 1973, p. 1.
7. ↑  W. Kubach: Kassel – Hofgeismar – Fritzlar – Melsungen – Ziegenhain. Niederhessen im frühen und hohen Mittelalter. In: Römisch-Germanisches Zentralmuseum Mainz (Hrsg.): Führer zu vor- und frühgeschichtlichen Denkmälern. 1. Auflage. Band 50, Phillipp von Zabern, Mainz 1982, ISBN 3-8053-0573-7, pp. 87–113.
8. ↑  K. Weidemann: Kassel – Hofgeismar – Fritzlar – Melsungen – Ziegenhain. Niederhessen im frühen und hohen Mittelalter. In: Römisch-Germanisches Zentralmuseum Mainz (Hrsg.): Führer zu vor- und frühgeschichtlichen Denkmälern. 1. Auflage. Band 50, Phillipp von Zabern, Mainz 1982, ISBN 3-8053-0573-7, pp. 190–210
9. 1 2 3 4 5 6 7 8 9  Georg Strauß: Von „Burcum“ zur Stadt Borken. Beiträge zur Stadtentwicklung. In: Magistrat der Stadt Borken (Hrsg.): 675 Jahre Stadt Borken. 1. Auflage. Riemann, Melsungen 1992, pp. 2–7.
10. ↑  Hans Weirich: Urkundenbuch der Reichsabtei Hersfeld. In: Historische Kommission für Hessen und Waldeck (Hrsg.): Veröffentlichungen der Historischen Kommission für Hessen und Waldeck. 1. Auflage. Elwert’sche Verlagsbuchhandlung, Marburg 1936, ISSN 0342-2291
11. 1 2  Landesgeschichtliches Informationssystem Hessen (LAGIS) (Hrsg.): Stadt Borken. Historische Bezeichnungen.（2012年1月7日 閲覧）
12. 1 2  Wilhelm Rabe: Wie es zur Gründung der Stadt Borken kam. Beiträge zur Geschichte der Stadt. In: Magistrat der Stadt Borken (Hrsg.): Borkener Jubiläums-Lesebuch 775–2000. 1. Auflage. Magistrat der Stadt Borken, Borken 2000, ISBN 3-932739-08-6, S. 36–38.
13. ↑  LAGIS (Hrsg.): Burg Borken. Besitz.（2012年1月8日 閲覧）
14. ↑  Staatsarchiv Marburg (Hrsg.): Erbteylung landtgrave Ludwigs und Heinrichs. In: Landgrafen Regesten online. Kopiar 8, Nr. 4, pp. 127–135（Regesten zur Geschichte der Landgrafen von Hessen、2012年1月8日 閲覧）
15. 1 2 3  Dr. Landau: Beträge zur hessischen Ortsgeschichte. Borken. In: Verein für hessische Geschichte und Landeskunde (Hrsg.): Zeitschrift des Vereins für hessische Geschichte und Landeskunde. 8., Commissions-Verlage J.J. Bohn’e, Kassel 1860, pp. 90–92（PDF版 19.7MB、2012年1月8日 閲覧）
16. ↑  LAGIS (Hrsg.): Stadt Borken. Siedlung.（2012年1月8日 閲覧）
17. ↑  LAGIS (Hrsg.): Burg Borken. Ereignisse.（2012年1月8日 閲覧）
18. 1 2  Georg Landau: Justizamt Borken. In: Beschreibung des kurfürstenthums Hessen. Theodor Fischer, Kassel 1842, pp. 256 -.（PDF版 42.6MB、2012年1月8日 閲覧）
19. ↑  Hans Schröder: Die Borkener Rathäuser. Beiträge zur Geschichte der Stadt. In: Magistrat der Stadt Borken (Hrsg.): Borkener Jubiläums-Lesebuch 775–2000. 1. Auflage. Magistrat der Stadt Borken, Borken 2000, ISBN 3-932739-08-6, p. 59
20. ↑  Hessisches Archiv-Dokumentations- und Informations-System (HADIS) (Hrsg.): DFG-Projekt Retrokonversion archivischer Findmittel. Bestand 330: Borken (Hessen).（2012年1月8日 閲覧）
21. ↑  HADIS (Hrsg.): Stadt Borken. Bestand 330: Findbuch.（PDF 55.9kB、2012年1月8日 閲覧）
22. ↑  LAGIS (Hrsg.): Stadt Borken. Verfassung: Verwaltungsbezirk.（2012年1月8日 閲覧）
23. ↑  Rolf Jehke: Territoriale Änderungen in Deutschland und deutsch verwalteten Gebieten 1874–1945. Landkreis Fritzlar-Homberg.（2012年1月8日 閲覧）
24. 1 2  LAGIS (Hrsg.): Stadt Borken. Statistik.（2012年1月8日 閲覧）
25. ↑  Uli Schubert: Gemeindeverzeichnis Deutschland 1900. Landkreis Homberg. In: gemeindeverzeichnis.de.（2012年1月8日 閲覧）
26. 1 2 3  Michael Rademacher: Deutsche Verwaltungsgeschichte von der Reichseinigung 1871 bis zur Wiedervereinigung 1990. Landkreis Fritzlar-Homberg. In: verwaltungsgeschichte.de.（2012年1月8日 閲覧）
27. 1 2 3  Roland Brandt: Die evangelische Kirchengemeinde Borken. Beiträge zur Geschichte der Stadt. In: Magistrat der Stadt Borken (Hrsg.): Borkener Jubiläums-Lesebuch 775–2000. 1. Auflage. Magistrat der Stadt Borken, Borken 2000, ISBN 3-932739-08-6, pp. 87–95.
28. ↑  Hans Damm: Die Geschichte der Schulen und Bildungseinrichtungen in Borken. Beiträge zur Geschichte der Stadt. In: Magistrat der Stadt Borken (Hrsg.): Borkener Jubiläums-Lesebuch 775-2000. 1. Auflage. Magistrat der Stadt Borken, Borken 2000, ISBN 3-932739-08-6, pp. 150–152.
29. ↑  Staatsarchiv Marburg (Hrsg.): Informationen über die Synagoge in Borken, 21. Mai 1946.. Schreiben des Bürgermeisters in Borken an den Landrat in Fritzlar.. In: Digitales Archiv Marburg.（2012年1月8日 閲覧）
30. 1 2  LAGIS (Hrsg.): Stadt Borken. Juden.（2012年1月8日 閲覧）
31. ↑  Wolf-Arno Kropat: Kristallnacht in Hessen. Der Judenpogrom vom November 1938. In: Kommission für die Geschichte der Juden in Hessen (Hrsg.): Schriften der Kommission für die Geschichte der Juden in Hessen. 1. Auflage. Band 10, Kommission für die Geschichte der Juden in Hessen, Wiesbaden 1988, ISBN 3-921434-11-4, p. 24.
32. ↑  Alemannia Judaica (Hrsg.): Die Synagoge in Borken (Schwalm-Eder-Kreis).（2012年1月8日 閲覧）
33. ↑  Alemannia Judaica (Hrsg.): Jüdische Friedhöfe im Schwalm-Eder-Kreis (Hessen).（2012年1月8日 閲覧）
34. ↑  Staatsarchiv Marburg (Hrsg.): Liste der jüdischen Geschäfte und Bewohner Borkens vor 1933, 9. April 1947. Schreiben des Bürgermeisters in Borken an den Landrat in Fritzlar.. In: Digitales Archiv Marburg. (page 1)、image.php (page 2)（2012年1月8日 閲覧）
35. ↑  Staatsarchiv Marburg (Hrsg.): Schreiben der GeStaPo in Kassel an Landräte, Bürgermeister und Polizei. Detaillierte Informationen zu den Vorbereitungen und Personenlisten, 25. August 1942. In: Digitales Archiv Marburg.（2012年1月8日 閲覧）
36. ↑  Staatsarchiv Marburg (Hrsg.): Erhebungen über "Wanderbewegungen" der jüdischen Bevölkerung, 2. Oktober 1937. Schreiben des Bürgermeisters in Borken an den Landrat in Fritzlar.. In: Digitales Archiv Marburg.（2012年1月9日 閲覧）
37. ↑  Staatsarchiv Marburg (Hrsg.): Schreiben der GeStaPo in Kassel an Landräte, Bürgermeister und Polizei.. Detaillierte Informationen zu den Vorbereitungen und Personenlisten, 25. August 1942. In: Digitales Archiv Marburg.（2012年1月9日 閲覧）
38. ↑  Alfred Gottwaldt, Diana Schulle: Die »Judendeportationen« aus dem Deutschen Reich 1941－1945. Eine kommentierte Chronologie. 1. Auflage. marixverlag, Wiesbaden 2005, ISBN 3-86539-059-5.
39. ↑  Gedenkbuch – Opfer der Verfolgung der Juden unter der nationalsozialistischen Gewaltherrschaft in Deutschland 1933 – 1945（2012年1月9日 閲覧）
40. ↑  Hessische Staatskanzlei (Hrsg.): Hessische Gemeindeordnung (HGO) in der Fassung der Bekanntmachung vom 7. März 2005. § 38 Zahl der Gemeindevertreter.（2012年1月9日 閲覧）
41. ↑  Hessisches Statistisches Landesamt (Hrsg.): Maßgebliche Einwohnerzahlen (Stichtag 30.09.2009) für die Gemeindewahl am 27. März 2011.（2012年1月9日 閲覧）
42. 1 2  Hans Schröder: Das Wappen der Stadt Borken. Beiträge zur Geschichte der Stadt. In: Magistrat der Stadt Borken (Hrsg.): Borkener Jubiläums-Lesebuch 775-2000. 1. Auflage. Magistrat der Stadt Borken, Borken 2000, ISBN 3-932739-08-6, pp. 79–83.
43. 1 2  Werner Ide: Borken. Die Geschichte der alten Stadt. Selbstverlag, Borken 1967, pp. 44, 45.
44. ↑  Magistrat der Stadt Borken (Hessen) (Hrsg.): Städtepartnerschaften und -patenschaften.（2012年1月9日 閲覧）
45. ↑  Magistrat der Stadt Borken (Hessen) (Hrsg.): Städtepartnerschaften und -patenschaften. Méru.（2012年1月9日 閲覧）
46. ↑  Magistrat der Gemeinde Méru (Hrsg.): http://www.ville-meru.fr/spip.php?article241 Ville Jumelée. Borken.]（2012年1月9日 閲覧 フランス語）
47. ↑  Magistrat der Stadt Borken (Hessen) (Hrsg.): Städtepartnerschaften und -patenschaften. St. Charles.（2012年1月9日 閲覧）
48. ↑  Magistrat der Stadt Borken (Hessen) (Hrsg.): Städtepartnerschaften und -patenschaften. Noailles.（2012年1月9日 閲覧）
49. ↑  Magistrat der Stadt Borken (Hessen) (Hrsg.): Städtepartnerschaften und -patenschaften. Hüttschlag.（2012年1月9日 閲覧）
50. ↑  Magistrat der Stadt Borken (Hessen) (Hrsg.): Städtepartnerschaften und -patenschaften. Teuchern.（2012年1月9日 閲覧）
51. ↑  Verwaltungsgemeinschaft Vier Berge-Teuchener Land (Hrsg.): Teuchern. Partnerschaften.（2012年1月9日 閲覧）
52. ↑  Gmina Izabelin (Hrsg.): MIASTA PARTNERSKIE: IZABELIN - BORKEN（2012年1月9日 閲覧 ポーランド語）
53. ↑  Magistrat der Stadt Borken (Hessen) (Hrsg.): Städtepartnerschaften und -patenschaften. Izabelin.、2012年1月9日 閲覧）
54. ↑  Magistrat der Gemeinde Méru (Hrsg.): Site officiel de la ville de Méru - Ville Jumelée - Izabelin（2012年1月9日 閲覧 フランス語）
55. ↑  SOS-Kinderdorf (Hrsg.): Köszeg.（2012年1月9日 閲覧）
56. ↑  Magistrat der Stadt Borken (Hessen) (Hrsg.): Stadt Borken - Historisches Rathaus（2012年1月9日 閲覧）
57. ↑  Magistrat der Stadt Borken (Hrsg.): Evangelische Stadtkirche erhielt ihr vergoldetes Turmkreuz. In: Borkener Anzeiger. 44/2010, 5. November 2010, pp. 1,3.
58. 1 2  Hans Schröder: Die Geschichte der Borkener Wasserversorgung. Beiträge zur Geschichte der Stadt. In: Magistrat der Stadt Borken (Hrsg.): Borkener Jubiläums-Lesebuch 775-2000. 1. Auflage. Magistrat der Stadt Borken, Borken 2000, ISBN 3-932739-08-6, S. 203–220.
59. ↑  Wilhelm Dilich; Wilhelm Niemeyer (Hrsg.): Hessische Chronica. Originalgetreuer Faksimiledruck. 1. Auflage. Bärenreiter-Verlag, Kassel 1961.
60. ↑  Sühnekreuze & Mordsteine (Hrsg.): Kleinenglis.（2012年1月9日 閲覧）
61. ↑  Stadt Borken (Hrsg.): Stadt Borken - Veranstaltungen. Jährlich wiederkehrende Veranstaltungen.（2012年1月9日 閲覧）
62. ↑  Gustav-Heinemann-Schule Borken (Hrsg.): Der Förderschulzweig. Archived 2012年8月2日, at Archive.is（2012年1月9日 閲覧）
63. ↑  Staatliches Schulamt für den Schwalm-Eder Kreis und den Landkreis Waldeck Frankenberg (Hrsg.): Zusammenarbeit in Schulverbünden. Grundschule.（PDF, 159.5 kB、2012年1月9日 閲覧）
64. ↑  Staatliches Schulamt für den Schwalm-Eder Kreis und den Landkreis Waldeck Frankenberg (Hrsg.): Schulbezirke Schwalm-Eder-Kreis. Grundschule.（2012年1月9日 閲覧）

特に記載のない引用はドイツ語です。
参考文献の項を含め、これらの文献は翻訳元であるドイツ語版の参考文献として挙げられていたものであり、Webで参照できないものは日本語版作成に際し直接参照してはおりません。